# La Punta, Mexiko
La Punta är en ort i Mexiko.   Den ligger i kommunen Yuriria och delstaten Guanajuato, i den centrala delen av landet, 240 km väster om huvudstaden Mexico City. La Punta ligger 1 739 meter över havet och antalet invånare är 113.
Terrängen runt La Punta är kuperad åt sydväst, men åt nordost är den platt. Runt La Punta är det ganska tätbefolkat, med 214 invånare per kvadratkilometer. Närmaste större samhälle är Uriangato, 10,5 km sydost om La Punta. I omgivningarna runt La Punta växer huvudsakligen savannskog.